# 牧角三郎
牧角 三郎（まきずみ さぶろう、1921年（大正10年）1月1日 - 2002年（平成14年）3月10日）は、日本の法医学者。医学博士、九州大学名誉教授、元日本法医学会会長。
九州大学医学部法医学教室に長く在籍し、薬毒物の分析法や血痕の簡易検査法の研究で成果を上げた。また、免田事件、島田事件、別府3億円保険金殺人事件などで法医学鑑定を手掛け、鳥取県科学捜査研究会顧問、福岡県科学捜査研究会常任理事、日本法医学会会長などを歴任した。

## 経歴
1921年（大正10年）1月1日、鹿児島県川辺郡知覧町に生まれた。
旧制鹿児島県立川辺中学校、旧制第七高等学校造士館を経て、1945年（昭和20年）9月に九州帝国大学医学部を卒業し、第2外科・温泉治療学研究所を経て、1948年（昭和23年）6月に法医学教室に入局した。1949年（昭和24年）6月に助手、1953年（昭和28年）7月に講師、1956年（昭和31年）5月に助教授となった。同年10月に医学博士号を取得している。翌1957年（昭和32年）5月に鳥取大学医学部の教授に転じたが、1961年（昭和36年）7月に医学部教授として九州大学に戻り、1969年（昭和44年）8月からは同大学の評議員を併任した。
この間、1948年（昭和23年）7月から1954年（昭和29年）3月まで監察医を務めたのを始め、別府3億円保険金殺人事件などで法医学鑑定を手掛けた。1959年（昭和34年）9月から鳥取県科学捜査研究会顧問、1961年（昭和36年）7月からは福岡県科学捜査研究会常任理事を務めた。1967年（昭和42年）3月に日本法医学会の理事に就任、1976年（昭和51年）6月から翌1977年（昭和52年）5月までは会長を務めている。
1984年（昭和59年）4月、定年退官。退官後は、東和大学や純真女子短期大学の教授を務めた。
2002年（平成14年）3月10日、肺気腫のため死去した。

## 業績
法医学を専門とし、薬毒物分析法としてのスタス・オット(Stas-Otto)法の改良やガスクロマトグラフの導入を行って、精度や感度の向上に貢献した。また、血痕の簡易検査法作成の研究なども行っている。
一方、実地法医学では、自殺か他殺かの判定や受傷機転の解明における着衣の重要性を指摘するなど、創傷生成機構とその観察法に新たな知見を加えた。これらを通じて、傷害や交通事故などの解決に貢献し、1972年（昭和47年）7月に警察協力章、1978年（昭和53年）に法務大臣感謝状を授与されている。
牧角は自著の中で、法医学に携わる者の心構えとして「裁判と法医学とは切っても切れぬ縁があります。従って、どんな事件におきましても、誤りのない裁判ができますよう、誤りのない根拠を示す義務が私ども法医学徒にはあろうかと思います。」と述べ、自身も「そのような心構えで精進させていただきます」と記している。

## 鑑定を行った主な事件
別府3億円保険金殺人事件
車が海に飛び込んだ際に運転していたのは被疑者か死亡した被疑者の妻かについて、被疑者の妻の傷害部位と車内のダッシュボードの傷などから、被疑者の妻は助手席にいたと鑑定した。
一審判決では、牧角の鑑定姿勢について「予断を排し誠実に鑑定をする」姿勢に欠けると批判し、牧角鑑定は「全体として証拠価値はない」と判断したものの、その一部を採用して被告人に死刑を言い渡した。
なお、牧角は、第一審で牧角鑑定の評価が争われていた時期のマスコミの報道に「牧角鑑定なるものが間違いであれば面白い」という論調を感じたとした上で、「困ったことにこのところ、法医学の権威、古畑先生の鑑定なるものが、誤りであったとか、おかしな鑑定であったとか記されることが続いております」としてマスコミの報道姿勢に疑問を呈している。
免田事件
再審で検察から改めて創傷順序についての鑑定を依頼され、「鉈で殴ったのち包丁で刺し、さらに鉈で殴った」と鑑定した。この事件は、自供と確定審判決で「鉈で殴り包丁でとどめを刺した」と認定されていたが、再審請求審で「包丁で切りつけたのち鉈で殴った」とする名古屋大学教授の矢田昭一の鑑定を基に「包丁による首の傷がとどめでないことは動かし難い事実」として自供の信用性を否定するなどして再審開始が決定されたものであった。
再審判決では、「包丁による傷が最後の傷でないことは明白な事実」であり自供の信用性は失われているのであるから、先に鉈で殴ったかどうかは「もはや多くを論じる必要がない」として自供の信用性を否定した。また、最初の被害者の手の傷は包丁を避けようとしてついた防御創と思われるとして、「第一撃は包丁ではないかとの疑いを、牧角鑑定の反論によっても払拭できたとは言えない」と評価した。
島田事件
第4次再審請求差し戻し審で、犯行順序や凶器について鑑定を行い、検察側証人として「被害者の傷は生前にできたものであり、被告人の自供通りである」と証言した。これに対して弁護側は「推論が多く観念論的で科学的とは思えない」と反論した。
なお、再審を支援していた全国「精神病」者集団は、牧角を「免田事件でも検察側の鑑定を行なった御用学者」などと評している。
みどり荘事件
第一審で事件後に観察された被告人の傷についての鑑定を行い、検察側証人として「被告人の頸部の傷は発赤反応で、6名に繰り返し実験した結果、受傷後2時間から3時間以内に見られるもの」であり犯行時に被害者の爪によって成傷した可能性が高いと証言した。ただし、弁護側の反対尋問で傷の現認時刻は犯行時刻から4時間以上経過していたことを指摘されると絶句し、慌てて「個人差がある」と訂正した。
確定判決では、この傷について、牧角鑑定からは「むしろ、本件犯行の犯行時間帯に生成されたものではない可能性の方が大きい」と認定されている。
松橋事件
確定審控訴審で検察側証人として証言に立ち、被害者の傷と凶器とされた切出小刀の形状の矛盾は受傷時に刃の先端部で皮膚が押し下げられる「押し下げ現象」で説明できると証言した。
ただし、のちの再審請求審第一審では、弁護団の依頼で遺体の傷などの鑑定を行った日本医科大学の大野曜吉教授が、傷の場所や深さ、凶器の刃物によって衣服に空いた穴と傷口の長さがほぼ同じであることなどから「押し下げ現象」が発生した可能性はほとんどないと証言した。同審の決定では、大野鑑定が合理的であり、被害者の傷は凶器とされた「切出小刀によっては成傷し得ないのではないかという合理的な疑いが生じる」と判断されている。

## 著書
- 『法医学』（北条春光他との共著） 金原出版、1958年。
- 『学生のための法医学』（城哲男他との共著） 南山堂、1980年。ISBN 4525190213
- 『法医一代』（九州大学定年退官記念文集）、1994年。

## 論文
- 牧角三郎, 「諸種アルカロイド中毒の吸收分光分析的研究」 九州大学 博士論文, 報告番号不明, 1956年, NAID 500000513829
- 牧角三郎「諸種アルカロイド中毒の吸収分光分析的研究-1.2-」『日本法医学雑誌』第9巻第5号、日本法医学会、1955年9月、ISSN 00471887、NAID 40018368644。
- 牧角三郎「吸収分光分析によるアルカロイドの証明に及ぼす屍体腐敗産物の影響について」『医学研究』第26巻第3号、大道学館出版部、1956年3月、ISSN 0076597X、NAID 40017476211。
- 牧角三郎「吸収分類分析による解熱剤の鑑別について」『医学研究』第26巻第5号、大道学館出版部、1956年5月、ISSN 0076597X、NAID 40017476240。
- 牧角三郎「プロカインの家兎体内における代謝産物について」『医学研究』第27巻第3号、大道学館出版部、1957年3月、ISSN 0076597X、NAID 40017476418。
- 牧角三郎「輸血の際の血液型検査法」『臨牀と研究』第40巻第3号、大道学館出版部、1963年3月、ISSN 00214965、NAID 40018612922。
- 牧角三郎「創傷の観察と判断に関する法医学的研究(特別講演) (第54次日本法医学会総会)」『日本法医学雑誌』第24巻第5号、日本法医学会、1970年9月、367頁、ISSN 00471887、NAID 40018368144。
- 牧角三郎「法医学の立場から (急死特集) -- (急死の実態)」『臨牀と研究』第53巻第5号、大道学館出版部、1976年5月、p1280-1282、ISSN 00214965、NAID 40003784063。